# Kelvin Barclay
Kelvin Barclay (Port of Spain, 26 febbraio 1945) è un ex calciatore trinidadiano, di ruolo portiere.

## Carriera

### Club
Trasferitosi negli Stati Uniti d'America, Barclay viene ingaggiato dalla neonata franchigia dei L.A. Aztecs, impegnata nella North American Soccer League 1974. Dopo pochi incontri l'allenatore dei californiani Alex Perolli decide di cederlo e sostituirlo con il messicano Blas Sánchez. Barclay fu ceduto ai Washington Diplomats, con cui non riesce a superare la fase a divisioni del torneo nordamericano.
Terminata l'esperienza statunitense Barclay torna in patria per giocare nel TECSA.

### Nazionale
Barclay giocò con la nazionale di calcio di Trinidad e Tobago almeno dieci incontri tra il 1972 ed il 1976.

## Statistiche

### Cronologia presenze e reti in Nazionale
| Cronologia completa delle presenze e delle reti in nazionale ― Trinidad e Tobago | Cronologia completa delle presenze e delle reti in nazionale ― Trinidad e Tobago | Cronologia completa delle presenze e delle reti in nazionale ― Trinidad e Tobago | Cronologia completa delle presenze e delle reti in nazionale ― Trinidad e Tobago | Cronologia completa delle presenze e delle reti in nazionale ― Trinidad e Tobago | Cronologia completa delle presenze e delle reti in nazionale ― Trinidad e Tobago | Cronologia completa delle presenze e delle reti in nazionale ― Trinidad e Tobago | Cronologia completa delle presenze e delle reti in nazionale ― Trinidad e Tobago |
| Data                                                                             | Città                                                                            | In casa                                                                          | Risultato                                                                        | Ospiti                                                                           | Competizione                                                                     | Reti                                                                             | Note                                                                             |
| -------------------------------------------------------------------------------- | -------------------------------------------------------------------------------- | -------------------------------------------------------------------------------- | -------------------------------------------------------------------------------- | -------------------------------------------------------------------------------- | -------------------------------------------------------------------------------- | -------------------------------------------------------------------------------- | -------------------------------------------------------------------------------- |
| 10-11-1972                                                                       | Port of Spain                                                                    | Trinidad e Tobago                                                                | 11 – 1                                                                           | Antigua e Barbuda                                                                | Qual. Campionato CONCACAF 1973                                                   | -1                                                                               |                                                                                  |
| 29-11-1973                                                                       | Port-au-Prince                                                                   | Honduras                                                                         | 2 – 1                                                                            | Trinidad e Tobago                                                                | Campionato CONCACAF 1973                                                         | -2                                                                               |                                                                                  |
| 4-12-1973                                                                        | Port-au-Prince                                                                   | Haiti                                                                            | 2 – 1                                                                            | Trinidad e Tobago                                                                | Campionato CONCACAF 1973                                                         | -2                                                                               |                                                                                  |
| 10-12-1973                                                                       | Port-au-Prince                                                                   | Trinidad e Tobago                                                                | 1 – 0                                                                            | Guatemala                                                                        | Campionato CONCACAF 1973                                                         | -                                                                                |                                                                                  |
| 14-12-1973                                                                       | Port-au-Prince                                                                   | Trinidad e Tobago                                                                | 4 – 0                                                                            | Messico                                                                          | Campionato CONCACAF 1973                                                         | -                                                                                |                                                                                  |
| 17-12-1973                                                                       | Port-au-Prince                                                                   | Trinidad e Tobago                                                                | 4 – 0                                                                            | Antille Olandesi                                                                 | Campionato CONCACAF 1973                                                         | -                                                                                |                                                                                  |
| 15-8-1976                                                                        | Bridgetown                                                                       | Barbados                                                                         | 2 – 1                                                                            | Trinidad e Tobago                                                                | Qual. Campionato CONCACAF 1977                                                   | -2                                                                               |                                                                                  |
| 31-8-1976                                                                        | Port of Spain                                                                    | Trinidad e Tobago                                                                | 1 – 0                                                                            | Barbados                                                                         | Qual. Campionato CONCACAF 1977                                                   | -                                                                                |                                                                                  |
| 14-9-1976                                                                        | Bridgetown                                                                       | Barbados                                                                         | 1 – 3                                                                            | Trinidad e Tobago                                                                | Qual. Campionato CONCACAF 1977                                                   | -1                                                                               |                                                                                  |
| 18-12-1976                                                                       | Caienna                                                                          | Suriname                                                                         | 3 – 2                                                                            | Trinidad e Tobago                                                                | Qual. Campionato CONCACAF 1977                                                   | -3                                                                               |                                                                                  |
| Totale                                                                           |                                                                                  | Presenze                                                                         | 10                                                                               |                                                                                  | Reti                                                                             | -11                                                                              |                                                                                  |